# Patinação artística na Universíada de Inverno de 1999 - Individual feminino
A competição individual feminino da patinação artística na Universíada de Inverno de 1999 foi realizada em Poprad Tatry, Eslováquia.

## Medalhistas
| Ouro   | RUS Elena Sokolova   |
| Prata  | RUS Irina Slutskaya  |
| Bronze | RUS Daria Timoshenko |

## Resultados

### Geral
| Pos.              | Nome                   | Nacionalidade    | Pontos | PC | PL |
| ----------------- | ---------------------- | ---------------- | ------ | -- | -- |
| Medalha de ouro   | Elena Sokolova         | Rússia           | 2.5    | 3  | 1  |
| Medalha de prata  | Irina Slutskaya        | Rússia           | 3.0    | 2  | 2  |
| Medalha de bronze | Daria Timoshenko       | Rússia           | 4.5    | 1  | 4  |
| 4                 | Yuka Kanazawa          | Japão            | 6.5    | 7  | 3  |
| 5                 | Anna Neshcheret        | Ucrânia          | 7.5    | 5  | 5  |
| 6                 | Lu Meijia              | China            | 8.0    | 4  | 6  |
| 7                 | Galina Maniachenko     | Ucrânia          | 10.0   | 6  | 7  |
| 8                 | Krisztina Czakó        | Hungria          | 11.0   | 8  | 7  |
| 9                 | Marta Andrade          | Espanha          | 14.5   | 11 | 9  |
| 10                | Kanako Takahashi       | Japão            | 14.5   | 9  | 10 |
| 11                | Hanae Yokoya           | Japão            | 17.0   | 12 | 11 |
| 12                | Pang Rui               | China            | 17.0   | 10 | 12 |
| 13                | Nicole Skoda           | Suíça            | 20.5   | 13 | 14 |
| 14                | Eva Babicova           | Eslováquia       | 21.0   | 16 | 13 |
| 15                | Jakaterina Golovatenko | Estônia          | 22.0   | 14 | 15 |
| 16                | Jennifer Molin         | Suécia           | 23.5   | 15 | 16 |
| 17                | Veronika Skalicka      | República Tcheca | 25.5   | 17 | 17 |
| 18                | Park Boon-sun          | Coreia do Sul    | 27.0   | 18 | 18 |
| 19                | Milena Panic           | Iugoslávia       | 28.5   | 19 | 19 |

Legenda
| Recorde mundial      | Recorde mundial (World record)               |                       | Recorde africano                      | Recorde africano (African) |                                           | Q | Classificado por posição (Qualified) |
| Recorde olímpico     | Recorde olímpico (Olympic record)            | Recorde da América    | Recorde da América (Americas)         | q                          | Classificado por melhor tempo (Qualified) |   |                                      |
| Melhor marca do ano  | Melhor marca do ano (World leading)          | Recorde asiático      | Recorde asiático (Asian)              | DNS                        | Não largou (Did not start)                |   |                                      |
| Recorde nacional     | Recorde nacional (National record)           | Recorde europeu       | Recorde europeu (European)            | DNF                        | Não terminou (Did not finish)             |   |                                      |
| Recorde pessoal      | Recorde pessoal do atleta (Personal best)    | Recorde da Oceania    | Recorde da Oceania (Oceania)          | DSQ / DQ                   | Desclassificado (Disqualified)            |   |                                      |
| Recorde da temporada | Recorde da temporada do atleta (Season best) | Recorde sul-americano | Recorde sul-americano (South America) | NM                         | Sem marca (No mark)                       |   |                                      |